# 塞拉利尼事件

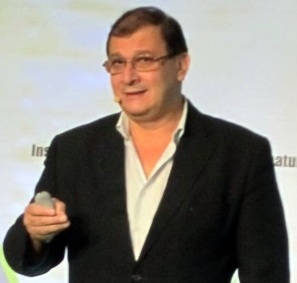
2015年时的塞拉利尼

塞拉利尼事件是围绕法国分子生物学家塞拉利尼（Gilles-Eric Seralini）发表、撤回和重新发表一篇期刊文章的争议。这篇文章于2012年9月首次发表在《食品与化学毒理学》(Food and Chemical Toxicology)杂志上，文中介绍了一项为期两年的大鼠喂养研究，并报道了喂食转基因玉米和除草剂草甘膦(RoundUp)的大鼠肿瘤发病率有所上升。科学家和监管机构随后得出结论，认为该研究的设计存在缺陷，其发现也未经证实。一个主要批评是，这项研究的每一部分的大鼠都太少，无法获得统计上有用的数据，尤其是因为所使用的Sprague Dawley大鼠正常在其生命周期内都会以很高的速度发展成肿瘤。
围绕这篇文章发表的宣传也招致了批评，科学作家德克兰·巴特勒(Declan Butler)称其为“一场精心策划的媒体攻势”。作为新闻禁令的一部分，塞拉利尼要求记者们签署一份不同寻常的保密协议，以换取提前接触这篇文章的机会，禁止他们在发表文章的新闻发布会之前与其他科学家进行交流。[n 1]在新闻发布会上，Seralini强调了这项研究对癌症的潜在影响，媒体广泛传播了这篇关于肿瘤大鼠的文章的照片。法国毒理学病理学学会指出，由于这类肿瘤常见于老年大鼠，因此文章中包含了这些来自实验组大鼠的图像，但没有显示对照组大鼠，这是一种误导。塞拉里尼还在新闻发布会上发布了一本书和一部关于这项研究的纪录片。
在科学家的广泛批评下，2013年11月《食品和化学毒理学》在作者拒绝撤回后撤回了这篇论文。总编说，这篇文章被撤回，因为它的数据不确定，结论不可靠。2014年6月，这篇文章的修订版重新发表在《欧洲环境科学》(Environmental Sciences Europe)杂志上，原始数据被公之于众。根据作家Nathanael Johnson的说法，并不是所有的原始数据都被公开了。 杂志没有进行任何进一步的同行评议，审稿人只检查了论文的科学内容没有改变。

## 背景
塞拉利尼是卡昂大学分子生物学教授，也是反对转基因食品的基因工程研究和独立信息委员会(CRIIGEN)科学顾问委员会主席。塞拉利尼在1999年与人共同创立了CRIIGEN，因为他认为转基因食品安全研究不足。
在2012年之前，塞拉利尼已经发表了其他经同行评议的论文，认为转基因食品存在健康风险。2007年，他和另外两人发表了一项由绿色和平组织资助的研究(Seralini, 2007)。结论是孟山都公司开发的抗根虫Bt玉米MON 863对大鼠的健康造成了一定的影响，包括体重变化、女性甘油三酯水平升高、男性尿液成分改变、肝脏、肾脏、肾上腺、心脏和造血系统功能降低或器官损伤。欧洲食品安全管理局(EFSA)得出结论，所有的血液化学和器官重量值都在正常范围内，这篇论文使用了错误的统计方法。法国生物分子生物学委员会(AFBV)也批评了这项研究的结论。
2009年，塞拉利尼实验室发表了另一项研究(Seralini 2009)，重新分析了nk603(抗草甘膦)、MON 810和MON 863的毒性数据。这些数据包括孟山都公司的科学家在MON 810上发表的三篇关于老鼠喂养的研究。本研究认为这三种作物对大鼠的肝脏、肾脏和心脏造成损害。EFSA的结论是，作者的主张没有得到数据的支持，对Seralini 2007的许多统计批评适用于Seralini 2009，而且该研究没有包含任何会改变EFSA结论的新信息。法国高等生物技术委员会(High Council of biotechnologies science Committee，简称HCB)回顾了2009年的Seralini，得出结论说，它“没有提出任何可接受的科学因素，可能将任何血液、肝脏或肾脏毒性归因于这三种重新分析的转基因生物。”HCB质疑作者的独立性，并指出，2010年，“作者所属的机构”展示了2008年奥地利一项反转基因研究的材料，该研究的作者承认该研究的结果是错误的。澳大利亚和新西兰食品标准协会得出结论，2009年塞拉利尼的结果完全是偶然的。
2010年，塞拉利尼起诉法国植物生物技术协会(French Association of Plant Biotechnology)主席马克·费罗斯(Marc Fellous)诽谤，此前费罗斯批评了塞拉利尼的研究，部分原因是该研究得到了绿色和平组织(Greenpeace)的资助。法官裁定有关资金的指控是诽谤。费罗斯被罚款€1000；塞拉利尼被给予一个象征性的€1赔偿。
塞拉利尼实验室2011年的一篇文章回顾了19项动物饲养研究以及提交给监管机构的批准的动物饲养数据，认为转基因食品有肝脏和肾脏的影响性和剂量依赖性，并主张更长、更复杂的毒理学测试得到监管部门的批准。

## 2012年的研究

### 研究背景
2012年9月19日，《食品与化学毒理学》(Food and Chemical Toxicology)杂志发表了一篇经同行评议的论文，题为《草甘膦除草剂和耐草甘膦转基因玉米的长期毒性》。卡昂大学塞拉利尼和7个同事进行了两年的毒性研究，花费€320万。它是由CRIIGEN资助并与其合作运营的。
研究用了100只雄性和100只雌性Sprague Dawley大鼠，分成20组，每组10只。10种饮食分别在雄性和雌性身上进行测试。这些食物包括：11%、22%和33%的转基因玉米(NK603)；喷洒过农达除草剂的NK603玉米，比例分别是11%、22%和33%；没有经过转基因的玉米，但同时含有不同浓度的草甘膦除草剂；对照组喂养33%的非转基因玉米。其余的食物都是实验室老鼠的标准食物。:3–4
论文摘要指出:“在雌性中，所有实验组的死亡数是对照组的2-3倍，而且死亡速度更快。这一差异在3个雄性转基因组中是可见的。所有结果均与激素和性别有关，病理特征具有可比性。

### 发布策略
在这项研究发表的当天，塞拉里尼举行了一场新闻发布会，他在会上“把癌症研究结果作为这项研究的主要发现加以宣传”。在新闻发布会上，他还宣布了一本书和一部关于这项研究的电影的发行。【引文需要】选定的记者在签署保密协议的条件下，可以提前接触到这篇论文，这意味着他们在禁令期满之前无法与其他科学家进行协商。相比之下，《自然》(Nature)等期刊发布的禁运指南则允许记者与独立专家核实自己的报道。[n 2]
塞拉里尼的做法受到广泛批评。《自然》杂志的一篇社论称之为“公关攻势”。杂志称，保密协议的结果是，第一轮报道中没有出现批评性评论，而这些报道最有可能被人记住。[n 3]新闻发布会和出版时间是在加州37号提案投票前几周，该提案呼吁给转基因食品贴上标签。这项研究被该提议的支持者引用。
法国国家科学研究中心伦理委员会写道，塞拉里尼的公关方法“不适合高质量、客观的科学辩论”。科学记者卡尔齐默批评了参与的科学记者。《宇宙》杂志的伊丽莎白·芬克尔说，保密条款使得塞拉里尼的故事在得到第二种意见之前“无拘无束”。

## 反应

### 科学评价
这项研究受到了不同监管部门和科学家的批评。除了少数例外，科学界驳回了这项研究，并呼吁在科学期刊上建立更严格的同行评议制度。
许多人说，考虑到这项研究的统计力量，塞拉里尼的结论不可能被证明是合理的。Sprague Dawley实验鼠的寿命约为两年，在它们的生命周期中，患癌症的风险很高(一项研究得出结论，超过80%的雄性和超过70%的雌性在正常情况下患上了癌症)。Seralini实验覆盖了这些大鼠的正常寿命。实验持续的时间越长，自然得癌症的老鼠就越多，这使得从假设信号中分离统计“噪音”变得更加困难。为了使研究达到这种分离(统计能力)，每个对照组和实验组必须包括足够多的受试者。经济合作与发展组织(OECD)的指南推荐20只大鼠进行化学毒性研究，50只大鼠进行致癌性研究。:5–6此外，如果大鼠在104周时存活率低于50%(Sprague Dawley大鼠的存活率可能低于50%)，则建议大鼠数量为65只。塞拉里尼的研究每组只有10个。
伦敦大学国王学院的汤姆·桑德斯(Tom Sanders)指出，有关发放食品数量和增长率的数据缺乏。进一步指出，当食物摄入不受限制时，老鼠易患乳腺肿瘤。桑德斯说:“统计方法是非常规的……”这两位作者似乎是在进行一次统计学意义上的钓鱼之旅。
《华盛顿邮报》(The Washington Post)援引纽约大学(New York University)营养、食品研究和公共卫生系波莱特·戈达德(Paulette Goddard)教授、食品安全倡导者玛丽昂·奈斯特(Marion Nestle)的话称:“(我)现在还没弄明白……在一些关键问题上，情况复杂得出奇，也不清楚：对照组吃了什么，肿瘤的相对发病率，为什么没有剂量关系，机制可能是什么。我想不出转基因玉米应该这样做的生物学原因……所以即使我强烈支持贴标签，我还是对这项研究持怀疑态度。同样，丹·查尔斯(Dan Charles)在美国国家公共电台(NPR)撰文指出，在这项研究中，食用33%转基因食品的老鼠比食用11%转基因食品的老鼠患肿瘤的几率要小，这表明它们没有剂量反应。卡尔加里大学(University of Calgary)教授莫洛尼(Maurice Moloney)公开质疑，为什么这篇论文中包含了那么多患有可怕肿瘤的老鼠的照片，却没有对照组老鼠的照片。

许多国家食品安全和监管机构谴责了这份报告。德国联邦风险评估协会副主席Reiner Wittkowski在一份声明中说:“这项研究显示了研究设计和收集数据的呈现方面的缺陷。这意味着作者得出的结论不受现有数据的支持。加拿大三家监管机构联合发布的一份报告也“指出了研究设计、实施和报告方面的重大缺陷”。法国HCB和国家食品安全署、Vlaams研究所、丹麦技术大学、澳大利亚新西兰食品标准、巴西国家生物安全技术委员会和EFSA也得出了类似的结论。欧洲食品安全署总结说:
Seralini等人报告的研究发现设计、分析和报告不足……Seralini等人所描述的研究不允许对他们发表的结果和结论给予权重。根据设计、分析和报道的结果，不能得出治疗组间肿瘤发生率的差异。EFSA考虑到会员国的评估和作者对批评者的回答，发现Seralini等人报告的这项研究在安全评估方面科学质量不足。
包括孟山都和其他生物技术公司在内的欧洲生物技术工业协会(European Federation of Biotechnology industry association)呼吁撤回这篇论文，称其发表的论文是“同行评审体系的危险失败”。6个法国国家科学院(农业、医学、制药、科学、技术和兽医)发表联合声明——“这是法国科学界极为罕见的事件”——谴责这项研究和发表这项研究的期刊。联合声明称这项研究“没有科学依据”。爱思唯尔(Elsevier)旗下的FCT有一个同行评审程序，至少有三位科学家在论文发表前对其进行了评审。杂志在2012年11月的一期上发表了一份声明，称“编辑们鼓励那些有顾虑的人向主编正式致函，这样他们的观点就可以公开发表。”
2013年3月，FCT发表了一封Erio Barale-Thomas的信，他是强生制药研发的首席科学家，法国病理毒理学协会(SFPT，法国毒理学学会)的主席。SFPT是一个由兽医、医生、药剂师和生物学家组成的非政府/非盈利组织，专门从事兽医和毒理学。它的目的是促进病理学、毒理学和实验室动物科学的知识，用于药物、化学品和食品的安全研究，以及病理学家在研究设计和数据解释中的作用。信中从几个方面批评了塞拉里尼的研究，并得出结论:“然而，鉴于这项研究在议定书、程序和结果的解释方面存在严重缺陷，SFPT无法支持作者提出的任何科学主张，也无法支持与人类风险评估相关的任何内容。”这封信提出了SFPT行政管理委员会的一致科学意见。

比利时公共卫生部长要求比利时生物安全咨询委员会(BBAC)对该论文进行评估。BBAC被要求“通知部长是否本文(i)包含关于新的科学信息风险对人类健康的转基因玉米NK603，(2)这些信息是否触发修正当前授权为商业化的食品和饲料使用这种转基因玉米在欧盟(EU)”。英国生物技术委员会的成员来自比利时生物技术教授，委员会指出，“这项研究持续时间长是一个积极的方面，因为大多数关于转基因生物的毒性研究都是在较短的时间内进行的，”并得出结论说：
专家关于“鉴于缺陷识别的实验设计、统计分析、解释结果,文章的修订和表示的结果,生物安全咨询委员会的结论是,这项研究没有包含新的科学相关元素,可能会导致立即重新考虑当前授权食品和饲料使用转基因玉米NK603。考虑到该研究(即长期评估)所提出的问题，生物安全咨询委员会建议EFSA紧急深入研究实际准则和程序的相关性。它可以从GRACE项目中找到灵感，找到有用的信息和新的协调一致的想法。:9
该研究还受到欧洲毒理学病理学学会的批评，该学会对研究中老鼠的处置方式表示震惊，并质疑该研究在欧洲法律下是否合法。
2015年对多项动物研究的再分析发现，塞拉利尼在研究的主要结论中选择放弃统计学检验。利用Seralini发表的数字数据，经统计检验分析，该综述未发现对动物健康有显著影响。“在雌性中，所有实验组的死亡数都是对照组的2-3倍”，这一发现没有统计学意义。喂食22%转基因玉米的雌鼠死亡率最高。这种差异没有统计学意义。塞拉里尼最初还声称，喂食22%和33%转基因玉米的群体中，雄性的死亡率是对照组的三倍，但这也没有统计学意义。肝坏死和乳腺肿瘤的表现也不明显。
2017年的一项研究发现，自其被撤销以来，Seralini等人(2012)在其被撤销后被引用了60次，这些被引用次数中，阴性(39%)多于阳性(26%)。

### 对批评的反应
塞拉里尼和他的支持者为这项研究的设计、结果的解释、出版的方式和内容进行了辩护。这项研究得到了欧洲社会和环境责任科学家网络(ENSSER)的支持，CRIIGEN是该网络的成员之一。ENSSER在2013年发表的一项后续研究得出结论，欧洲食品安全局(EFSA)在评估喂养研究时采用了双重标准，批评了欧洲食品安全局的适用标准。塞拉利尼的文章由大约130名科学家、学者和活动人士署名，一封支持该文章的公开信发表在《独立科学新闻》(Independent Science News)上。《独立科学新闻》是生物科学资源项目(Bioscience Resource project)的一个项目。
2015年7月，《公共科学图书馆·综合》(PLOS ONE)上发表了一篇论文，声称所有实验室啮齿动物的饮食都被“危险”水平的转基因生物污染。这遭到了许多专家的强烈批评，例如塔玛拉·加洛韦(Tamara Galloway)表示，这项研究“推测的结果超出了本文所提供的证据”。
塞拉里尼的其他支持者批评了这项研究的撤回，他们得出结论说，这项反应是工业驱动的运动的产物，并认为这是工业干预科学进程的一个令人担忧的例子。

### 官方
在最初公布结果时，法国总理让-马克·艾罗(Jean-Marc Ayrault)表示，如果结果得到证实，政府将敦促在全欧洲范围内禁止这种玉米，欧盟委员会(European Commission)指示意大利帕尔马的欧洲食品安全管理局(EFSA)评估这项研究。2012年9月底，由于这项研究，俄罗斯暂停了转基因玉米的进口。2012年11月，肯尼亚禁止了所有转基因作物。

### 媒体
这次新闻发布会导致了媒体对转基因食品的广泛负面报道，尤其是在欧洲。《新观察家》(Le Nouvel Observateur)用一篇题为《是的，转基因生物是毒药》(Yes, GMOs are poisons)的文章报道了这次新闻发布会。。
《福布斯》的乔恩·恩汀说:“塞拉里尼的研究是反常的。以前使用相同产品(NK603和Roundup)的同行评审的老鼠喂养研究没有发现任何食品安全负面影响。日本环境健康与毒理学部在2007年发布了一份52周喂养转基因大豆的研究报告，报告发现“转基因大豆对大鼠没有明显的副作用”。2012年，诺丁汉大学生物科学学院(University of Nottingham School of Biosciences)的一组科学家发布了一份对12项长期研究(最长2年)和12项多代研究(最长5代)进行的转基因食品研究的综述，结论是没有证据表明转基因食品对健康有害。Andrew Revkin在博客中写道，这项研究是“单一研究综合症”的另一个例子，而且这项研究支持“议程”。
亨利·i·米勒(Henry I. Miller)在《福布斯》(Forbes)杂志上发表的一篇评论文章中表示:“(塞拉利尼)从仅仅从事和报道有缺陷的实验，跨越了从事严重的科学不端行为和试图欺诈的界限。”塞拉利尼回应说：“……他不会向EFSA和BfR提供任何数据，直到EFSA公布2003年批准的用于人类食用和动物饲料的NK603玉米的所有数据。”
《卫报》的环境博客指出，这项将转基因玉米与癌症联系在一起的研究“必须得到监管机构的认真对待”，尽管它“招致了大量的滥用”，“它不能被掩盖起来”。他们还注意到CRIIGEN对这项研究的资助，并报告了塞拉里尼的回应：也就是说，支持转基因食品的研究通常是由“企业或支持生物技术的机构”资助的。加州转基因标识公投(37号提案)的支持者对这项研究表示欢迎。
《世界报》发表了一份由140名法国科学家签署的关于这场争议，特别是对塞拉里尼的攻击的声明。信上说:“本研究中遵循的方案提出了在科学界存在争议的缺陷……我们对这场争议给公民的社会形象深感震惊。人类健康或环境风险专业知识是一项困难的活动，面临着许多不确定性。科学家们已经发现了地球面临的许多威胁，他们从科学界分离出来的许多研究证实了这些威胁。在这种情况下，对转基因生物和杀虫剂的健康和环境风险进行研究，改进用于投放市场的毒物学方案，资助这一领域的各种研究人员，将会更加有效……”。

### 诉讼
2012年，塞拉里尼起诉编辑玛丽安和记者让-克劳德诽谤，原因是他们指控他欺诈。2015年，巴黎高等法院做出了对塞拉里尼有利的裁决。法院表示，欺诈指控最初是亨利·i·米勒(Henry I. Miller)在《福布斯》(Forbes)杂志上提出的。这名记者总共被罚款3500欧元，而这位编辑则因为前科被罚款两倍。

## 撤稿
2013年11月，在两位作者拒绝撤回论文后，爱思唯尔宣布FCT正在撤回这篇论文。杂志的编辑们得出结论称，尽管“没有证据表明数据存在欺诈或故意虚假陈述”，但结果并不具有决定性，“(没有)达到食品和化学毒理学发表的门槛”。在深入研究了这项研究的原始数据后，由于Sprague-Dawley大鼠肿瘤发病率高且样本量小，因此对于NK603或草甘膦在总体死亡率或肿瘤发病率中的作用无法得出明确的结论。不能排除正态方差是导致结果的原因。FCT总编在多次询问撤回决定后表示:
|                                                                                   | The retraction statement could have been clearer, and should have referred to the relevant COPE guidelines. The data are inconclusive, therefore the claim (i.e., conclusion) that Roundup Ready maize NK603 and/or the Roundup herbicide have a link to cancer is unreliable. Dr. Séralini deserves the benefit of the doubt that this unreliable conclusion was reached in honest error. The review of the data made it clear that there was no misconduct. However, to be very clear, it is the entire paper, with the claim that there is a definitive link between GMO and cancer that is being retracted. Dr. Séralini has been very vocal that he believes his conclusions are correct. In our analysis, his conclusions cannot be claimed from the data presented in this article. |
| ——Editor-in-Chief of Food and Chemical Toxicology answers questions on retraction | |

塞拉利尼和他的支持者们强烈反对这项撤销，塞拉利尼本人也威胁要起诉FCT。与美国国立卫生研究院生物伦理学家察看情况写在《农业和环境伦理学inconclusiveness文章不应该因结论不明而撤回，但由于研究设计缺陷或由于违反道德而撤回可能是恰当的，论文只能在其他同行评审后再发表。
2017年8月1日，作为一项针对孟山都的诉讼的一部分，一些文件被公布，其中包括主编华莱士·海耶斯(Wallace Hayes)曾与孟山都有过合同关系。海斯在一次采访中说，当他撤回塞拉里尼的论文时，他并没有与孟山都签订合同，他撤回论文的决定完全不受孟山都的影响。

## 再发表
2014年6月，在《欧洲环境科学》(Environmental Sciences Europe)杂志上，随着完整数据集的加入，最初的研究被重新发表。由于国家监管机构CFIA、EFSA、FSANZ、ANSES和BfR的要求，公布了整个数据集。
这位编辑说，这篇论文没有经过进一步的科学同行评审就重新发表了，“因为这篇论文已经由食品和化学毒理学进行了研究，得出的结论是没有欺诈和虚假陈述。”论文重新发表引发了争议，但现在两家杂志的编辑的行为又引发了新的争议。
2015年7月，国际癌症研究机构出版关于草甘膦的专刊，其中有一个2014年6月发表的评价Seralini的论文，结论：研究”不足以评价，因为每组动物的数量很小，肿瘤的组织病理学描述很缺乏，同时动物个体肿瘤的发生率没有提供。”